# Puerto de Nueva York y Nueva Jersey

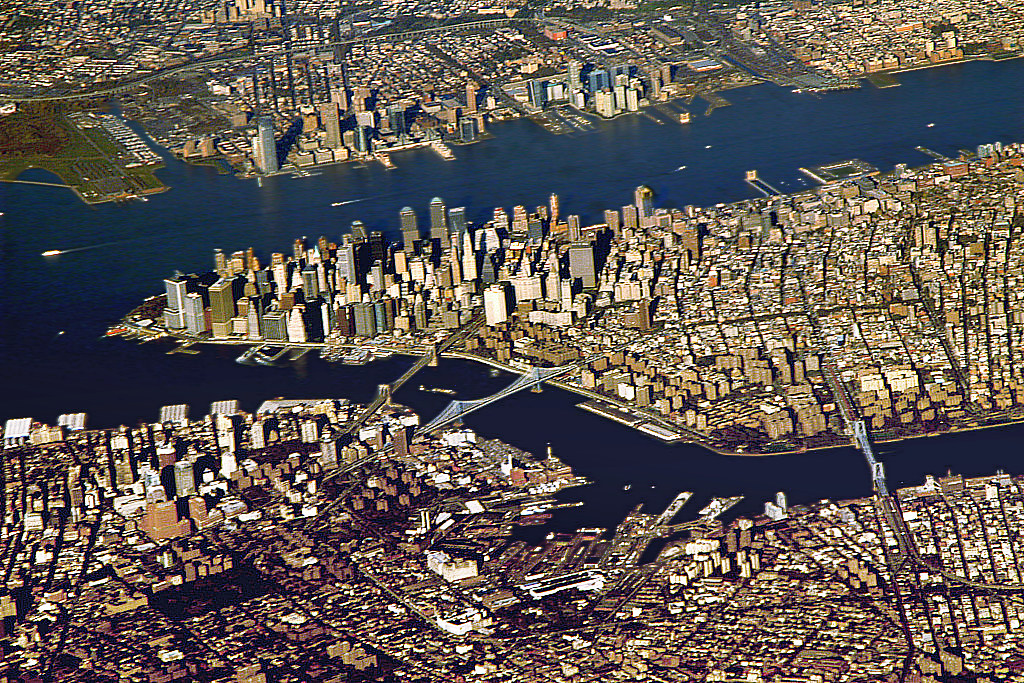
El Puerto de Nueva York y Nueva Jersey creció a partir del puerto original en la convergencia del río Hudson y el río Este en la bahía Upper New York

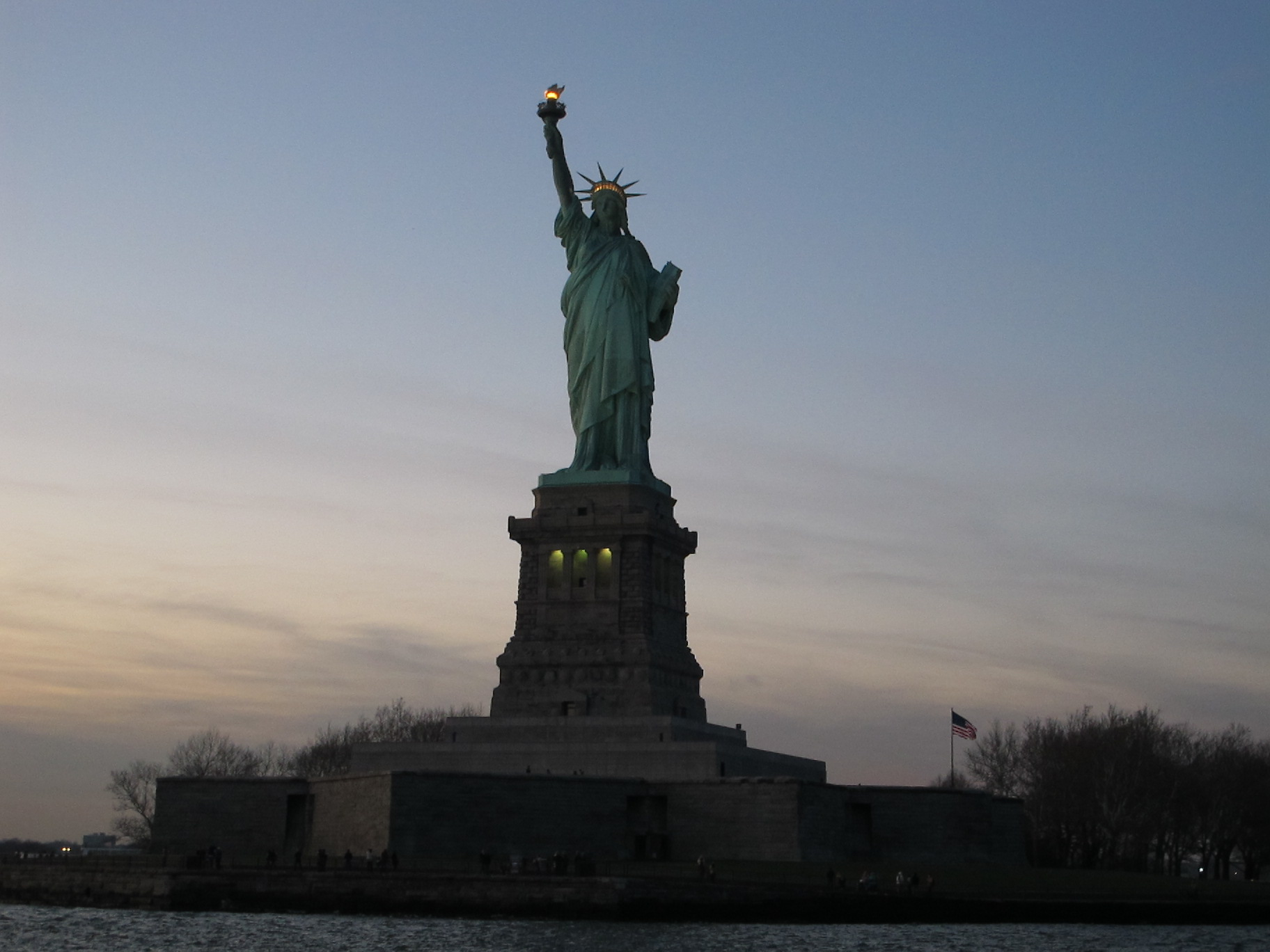
Monumento nacional de la Estatua de la Libertad

El Puerto de Nueva York y Nueva Jersey es el distrito portuario del área metropolitana Nueva York-Newark que abarca a la región dentro de un radio aproximado de 40 kilómetros desde el monumento nacional de la Estatua de la Libertad. Incluye al sistema de vías fluviales navegables en el estuario a lo largo de 1050 kilómetros de costa en las proximidades de la ciudad de Nueva York y el noreste de Nueva Jersey, al igual que a los aeropuertos de la región, ayudando al sistema de vías ferroviarias y carreteras.
Considerado uno de los mejores puertos naturales en el mundo, el mismo es, por tonelaje, el tercer puerto más grande de los Estados Unidos y el más activo en la Costa Este. En 2010, 4.811 barcos ingresaron en el puerto, llevando más de 32,2 millones de toneladas métricas de carga, valuadas en más de US$ 175.000 millones. En 2011, el puerto manejó US$ 208.000 millones en transporte marítimo de carga. Aproximadamente 3.200.000 unidades TEU en contenedores y 700.000 autos son manejados cada año. El puerto es la principal puerta de entrada de vuelos internacionales en el país y el centro más activo en cuanto a total de pasajeros y vuelos de carga. Hay dos zonas francas (FTZ, por sus siglas en inglés) dentro del puerto: la FTZ 1, primera en el país (establecida en 1937), en el lado de Nueva York, y la FTZ 49, en el lado de Nueva Jersey.

## Geografía

### Distrito portuario
Abarcando un área dentro de un radio aproximado de 40 kilómetros desde el monumento nacional de la Estatua de la Libertad, el distrito portuario comprende a los diecisiete condados de la región, total o parcialmente. Los diez que se encuentran completamente dentro del distrito son Hudson, Bergen, Essex, Union (en Nueva Jersey), Westchester (en Nueva York) y los cinco boroughs de la ciudad de Nueva York, cada uno de los cuales es limítrofe con los condados de Nueva York, Bronx, Kings, Queens y Richmond. Las secciones colindantes de Passaic, Middlesex, Monmouth, Morris y Somerset en Nueva Jersey y de Nassau y Rockland en Nueva York también se encuentran dentro del distrito.

### Vías fluviales

#### Cuerpos de agua
El océano Atlántico se encuentra al sudeste. El mar a la entrada del puerto es conocido como la ensenada de Nueva York, ubicada entre las penínsulas de Sandy Hook y Rockaway. En la bahía Lower New York y su brazo occidental, la bahía Raritan, los buques se orientan para pasar al este, hacia Arthur Kill o el río Raritan, o al norte, hacia The Narrows. Hacia el este se encuentra la ensenada de Rockaway, la cual lleva a la bahía de Jamaica. The Narrows conecta a la bahía Upper New York, en la desembocadura del río Hudson, a lo que en ocasiones se conoce, especialmente en navegación, como el río Norte. Grandes barcos pueden navegar río arriba hacia el puerto de Albany-Rensselaer. Al oeste se encuentra el Kill van Kull, el estrecho que lleva a la bahía de Newark, alimentada por los ríos Passaic y Hackensack, y a la entrada norte de Arthur Kill. Los canales Gowanus y Buttermilk se introducen desde el este. El río Este es un estrecho ancho que corre hacia el norte, al riachuelo Newtown y el río Harlem, girando hacia el este en Hell Gate antes de abrirse al estrecho de Long Island, que provee una salida a mar abierto.

#### Canales

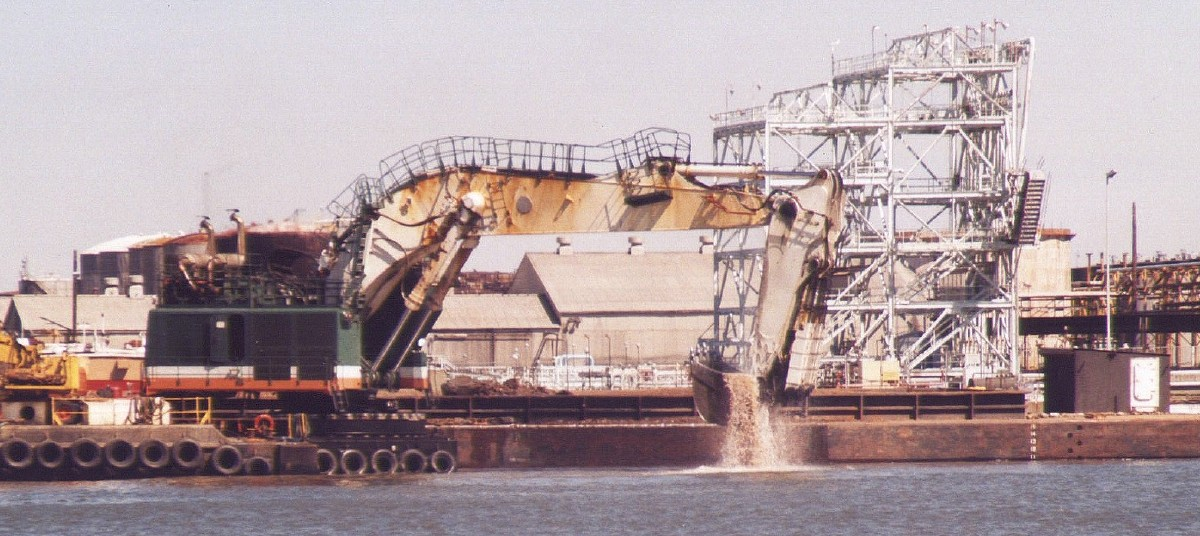
Dragado del Kill Van Kull.

El puerto consiste en un complejo de aproximadamente 386 kilómetros de canales de navegación, al igual que instalaciones portuarias y de anclaje. La mayoría de los buques requieren de un práctico, y los más grandes requieren de la asistencia de un remolcador para los giros más cerrados del canal. La profundidad natural del puerto es de aproximadamente 5 metros, pero ha sido profundizado a lo largo de los años, a una profundidad controlada de 7 metros en 1880. Para 1891, el principal canal de navegación tenía como mínimo 9 metros. En 1941, el canal Ambrose se convirtió en la principal entrada al puerto, con una profundidad de 12 metros y un ancho de 600 m. Durante la Segunda Guerra Mundial, el principal canal fue dragado a 14 metros de profundidad para poder recibir a barcos mayores, hasta del tamaño Panamax. Actualmente, el cuerpo de ingenieros está llevando la profundidad a 15 metros, para recibir a buques de contenedores de un tamaño mayor que el Panamax, los cuales pueden pasar por el canal de Suez. Esto ha sido una fuente de preocupación ambiental a lo largo de los canales que conectan a las instalaciones de contenedores en el puerto de Newark con el Atlántico. PCB y otros contaminantes se ubican sobre una manta debajo de la tierra. En junio de 2009, se anunció que 182.880 metros cúbicos dragados de PBC serían "limpiados" y almacenados en forma masiva en la zona del antiguo estadio de los Yankees, al igual que en el parque del Puente de Brooklyn. En varias áreas el fondo arenoso ha sido excavado hasta la roca y ahora requiere de voladura. El equipamiento de dragado luego recoge la roca y dispone de la misma. En un momento de 2005, había 70 piezas de equipamiento de dragado trabajando para profundizar los canales, la mayor flota de equipamiento de dragado en todo el mundo.